# Bulgarije op de Wereldkampioenschappen zwemmen 2022
Bulgarije nam deel aan de wereldkampioenschappen zwemmen van het jaar 2022 in Boedapest, Hongarije van 17 juni tot 3 juli.

## Zwemmen
Bulgarije nam deel met acht zwemmers
Heren
| Atleet             | Evenement             | Warmte      | Warmte      | Halve finale   | Halve finale   | Laatste        | Laatste        |
| Atleet             | Evenement             | Tijd        | Rang        | Tijd           | Rang           | Tijd           | Rang           |
| ------------------ | --------------------- | ----------- | ----------- | -------------- | -------------- | -------------- | -------------- |
| Kaloyan Bratanov   | 50 meter vrije slag   | 22.68       | =38         | ging niet door | ging niet door | ging niet door | ging niet door |
| Kaloyan Bratanov   | 200 meter wisselslag  | 2:01.22     | 21          | ging niet door | ging niet door | ging niet door | ging niet door |
| Lyubomir Epitropov | 50 meter schoolslag   | DSQ         | DSQ         | ging niet door | ging niet door | ging niet door | ging niet door |
| Lyubomir Epitropov | 100 meter schoolslag  | 1:01.06     | 21          | ging niet door | ging niet door | ging niet door | ging niet door |
| Lyubomir Epitropov | 200 meter schoolslag  | 2:11.52     | 14 Q        | 2:11.01        | 14             | ging niet door | ging niet door |
| Antani Ivanov      | 50 meter vlinderslag  | Ingetrokken | Ingetrokken | ging niet door | ging niet door | ging niet door | ging niet door |
| Antani Ivanov      | 100 meter vlinderslag | 53.36       | 35          | ging niet door | ging niet door | ging niet door | ging niet door |
| Antani Ivanov      | 200 meter vlinderslag | 1:57.00     | 18          | ging niet door | ging niet door | ging niet door | ging niet door |
| Deniel Nankov      | 100 meter vrije slag  | 50.30 uur   | 46          | ging niet door | ging niet door | ging niet door | ging niet door |
| Jordan Yanchev     | 200 meter vrije slag  | 1:52.62     | 45          | ging niet door | ging niet door | ging niet door | ging niet door |
| Jordan Yanchev     | 400 meter vrije slag  | 3:56.52     | 29          | —              | —              | ging niet door | ging niet door |

Vrouwen
| Atleet            | Evenement            | Warmte      | Warmte      | Halve finale   | Halve finale   | Laatste        | Laatste        |
| Atleet            | Evenement            | Tijd        | Rang        | Tijd           | Rang           | Tijd           | Rang           |
| ----------------- | -------------------- | ----------- | ----------- | -------------- | -------------- | -------------- | -------------- |
| Zhanet Angelova   | 200 meter vrije slag | 2:05.88     | 29          | ging niet door | ging niet door | ging niet door | ging niet door |
| Zhanet Angelova   | 400 meter vrije slag | 4:20.55     | 25          | —              | —              | ging niet door | ging niet door |
| Zhanet Angelova   | 800 meter vrije slag | Ingetrokken | Ingetrokken | —              | —              | ging niet door | ging niet door |
| Gabriël Georgieva | 100 meter rugslag    | 1:02.86     | 24          | ging niet door | ging niet door | ging niet door | ging niet door |
| Gabriël Georgieva | 200 meter rugslag    | 2:12.69     | 12 Q        | 2:13.15        | 13             | ging niet door | ging niet door |
| Diana Petkova     | 50 meter vrije slag  | 25,97       | =24         | ging niet door | ging niet door | ging niet door | ging niet door |
| Diana Petkova     | 100 meter vrije slag | DNS         | DNS         | ging niet door | ging niet door | ging niet door | ging niet door |
| Diana Petkova     | 50 meter schoolslag  | 32.32       | 33          | ging niet door | ging niet door | ging niet door | ging niet door |
| Diana Petkova     | 100 meter schoolslag | 1:10.81     | 34          | ging niet door | ging niet door | ging niet door | ging niet door |
| Diana Petkova     | 200 meter wisselslag | 2:19.40     | 30          | ging niet door | ging niet door | ging niet door | ging niet door |